# Endonepenthia tobaica
Endonepenthia tobaica är en tvåvingeart som beskrevs av Schmitz 1931. Endonepenthia tobaica ingår i släktet Endonepenthia och familjen puckelflugor. Inga underarter finns listade i Catalogue of Life.